# Pologne aux Jeux olympiques d'été de 2000
L'équipe de Pologne olympique a remporté 14 médailles (6 en or, 5 en argent, 3 en bronze) lors de ces Jeux olympiques d'été de 2000 à Sydney, se situant à la 17e place des nations au tableau des médailles.
L'athlète  Andrzej Wroński est le porte-drapeau d'une délégation polonaise comptant 187 sportifs (129 hommes et 58 femmes).

## Nombre d'athlètes qualifiés par sport
Voici la liste des qualifiés et sélectionnés Polonais par sport (remplaçants compris) :
| Sport       | Hommes | Femmes | Total |
| ----------- | ------ | ------ | ----- |
| Athlétisme  | 22     | 13     | 35    |
| Aviron      | 14     | 3      | 17    |
| Badminton   | 2      | 1      | 3     |
| Basket-ball | 0      | 12     | 12    |
| Boxe        | 4      | 0      | 4     |
| Canoë-kayak | 15     | 6      | 21    |
| Cyclisme    | 10     | 0      | 10    |

## Liste des médaillés polonais

### Médailles d'Or
| Sport              | Discipline                             | Sportifs                     | Performance     |
| Médailles d'or : 6 |                                        |                              |                 |
| Athlétisme         | 50 kilomètres Marche (H)               | Robert Korzeniowski          | 3 h 42 min 22 s |
| Athlétisme         | 20 kilomètres Marche (H)               | Robert Korzeniowski          | 1 h 18 min 59 s |
| Athlétisme         | Lancer du marteau (H)                  | Szymon Ziółkowski            | 80,02 m         |
| Athlétisme         | Lancer du marteau (F)                  | Kamila Skolimowska           | 71,16 m         |
| Tir                | Carabine 3x20 50 mètres femmes (F)     | Renata Mauer                 |                 |
| Aviron             | Deux de couple poids légers hommes (H) | Tomasz Kucharski Robert Sycz |                 |

### Médailles d'Argent
| Sport                  | Discipline             | Sportifs                                                                      | Performance |
| Médailles d'argent : 5 |                        |                                                                               |             |
| Canoë-Kayak            | C2 500 mètres (H)      | Paweł Baraszkiewicz Daniel Jędraszko                                          |             |
| Canoë-Kayak            | C2 slalom (H)          | Krzysztof Kołomański Michał Staniszewski                                      |             |
| Escrime                | Fleuret par équipe (F) | Sylwia Gruchała Magdalena Mroczkiewicz Anna Rybicka Barbara Szewczyk-Wolnicka |             |
| Haltérophilie          | Moins de 94 kg (H)     | Szymon Kołecki                                                                |             |
| Haltérophilie          | Plus de 75 kg (F)      | Agata Wróbel                                                                  |             |

### Médailles de Bronze
| Sport                   | Discipline          | Sportifs                                                              | Performance |
| Médailles de bronze : 3 |                     |                                                                       |             |
| Canoë-Kayak             | K4 1 000 mètres (H) | Dariusz Białkowski Grzegorz Kotowicz Adam Seroczynski Marek Witkowski |             |
| Canoë-Kayak             | K2 500 mètres (F)   | Beata Sokołowska-Kulesza Aneta Pastuszka                              |             |
| Gymnastique             | Saut de cheval(H)   | Leszek Blanik                                                         |             |

## Engagés polonais par sport
| Athlète                                                                                        | Épreuve              | Séries        | Séries      | Quarts de finale | Quarts de finale | Demi-finales  | Demi-finales | Finale          | Finale        |
| Athlète                                                                                        | Épreuve              | Temps         | Rang        | Temps            | Rang             | Temps         | Rang         | Temps           | Rang          |
| ---------------------------------------------------------------------------------------------- | -------------------- | ------------- | ----------- | ---------------- | ---------------- | ------------- | ------------ | --------------- | ------------- |
| Piotr Balcerzak                                                                                | 100 m                | 10 s 42       | 3e          | 10 s 38          | 7e               | Éliminé       | Éliminé      | Éliminé         | Éliminé       |
| Marcin Nowak                                                                                   | 100 m                | 10 s 27       | 1er         | 10 s 37          | 4e               | Éliminé       | Éliminé      | Éliminé         | Éliminé       |
| Marcin Urbaś                                                                                   | 200 m                | 20 s 62       | 3e          | 20 s 43          | 5e               | Eliminé       | Eliminé      | Eliminé         | Eliminé       |
| Robert Maćkowiak                                                                               | 400 m                | 45 s 39       | 3e          | 45 s 01          | 1er              | 45 s 53       | 3e           | 45 s 14         | 5e            |
| Piotr Haczek                                                                                   | 400 m                | 45 s 61       | 2e          | 45 s 43          | 2e               | 45 s 66       | 6e           | Eliminé         | Eliminé       |
| Piotr Rysiukiewicz                                                                             | 400 m                | 46 s 67       | 7e          | Eliminé          | Eliminé          | Eliminé       | Eliminé      | Eliminé         | Eliminé       |
| Piotr Gladki                                                                                   | Marathon             | Non disputé   | Non disputé | Non disputé      | Non disputé      | Non disputé   | Non disputé  | DNF             | /             |
| Tomasz Ścigaczewski                                                                            | 110 m haies          | 13 s 53       | 2e          | 13 s 60          | 3e               | 13 s 51       | 7e           | Eliminé         | Eliminé       |
| Marcin Kuszewski                                                                               | 110 m haies          | DNF           | /           | Eliminé          | Eliminé          | Eliminé       | Eliminé      | Eliminé         | Eliminé       |
| Paweł Januszewski                                                                              | 400 m haies          | 51 s 40       | 2e          | Non disputé      | Non disputé      | 48 s 42       | 4e           | 48 s 44         | 6e            |
| Rafal Wojcik                                                                                   | 3000 mètres steeple  | 8 min 33 s 51 | 9e          | Eliminé          | Eliminé          | Eliminé       | Eliminé      | Eliminé         | Eliminé       |
| Marcin Nowak Marcin Urbaś Piotr Balcerzak Ryszard Pilarczyk                                    | Relais 4 × 100 m     | 38 s 74       | 3e          | Non disputé      | Non disputé      | 38 s 60       | 4e           | 38 s 96         | 8e            |
| Piotr Rysiukiewicz Robert Maćkowiak Piotr Długosielski Piotr Haczek Jacek Bocian Filip Walotka | Relais 4 × 400 m     | 3 min 01 s 30 | 2e          | Non disputé      | Non disputé      | 3 min 00 s 66 | 4e           | 3 min 03 s 22   | 6e            |
| Robert Korzeniowski                                                                            | 20 kilomètres marche | Non disputé   | Non disputé | Non disputé      | Non disputé      | Non disputé   | Non disputé  | 1 h 18 min 59 s | Médaille d'or |
| Robert Korzeniowski                                                                            | 50 kilomètres marche | Non disputé   | Non disputé | Non disputé      | Non disputé      | Non disputé   | Non disputé  | 3 h 42 min 22 s | Médaille d'or |
| Roman Magdziarczyk                                                                             | 50 kilomètres marche | Non disputé   | Non disputé | Non disputé      | Non disputé      | Non disputé   | Non disputé  | 3 h 48 min 17 s | 8e            |
| Tomasz Lipiec                                                                                  | 50 kilomètres marche | Non disputé   | Non disputé | Non disputé      | Non disputé      | Non disputé   | Non disputé  | DNF             | /             |

| Athlète           | Épreuve           | Qualification | Qualification | Finale      | Finale        |
| Athlète           | Épreuve           | Performance   | Rang          | Performance | Rang          |
| ----------------- | ----------------- | ------------- | ------------- | ----------- | ------------- |
| Olgierd Stanski   | Lancer du disque  | 59,31 m       | 29e           | Eliminé     | Eliminé       |
| Szymon Ziółkowski | Lancer du marteau | 77,81 m       | 4e            | 80,02 m     | Médaille d'or |
| Maciej Pałyszko   | Lancer du marteau | 76,33 m       | 13e           | Eliminé     | Eliminé       |
| Dariusz Trafas    | Lancer du javelot | 83,98 m       | 7e            | 82,30 m     | 10e           |

### Femmes
| Athlète                                                              | Épreuve              | Séries        | Séries      | Quarts de finale | Quarts de finale | Demi-finales  | Demi-finales | Finale        | Finale  |
| Athlète                                                              | Épreuve              | Temps         | Rang        | Temps            | Rang             | Temps         | Rang         | Temps         | Rang    |
| -------------------------------------------------------------------- | -------------------- | ------------- | ----------- | ---------------- | ---------------- | ------------- | ------------ | ------------- | ------- |
| Zuzanna Radecka                                                      | 200 m                | 23 s 57       | 6e          | Eliminé          | Eliminé          | Eliminé       | Eliminé      | Eliminé       | Eliminé |
| Lidia Chojecka                                                       | 1 500 m              | 4 min 10 s 34 | 2e          | Non disputé      | Non disputé      | 4 min 05 s 78 | 5e           | 4 min 06 s 42 | 5e      |
| Anna Jakubczak                                                       | 1 500 m              | 4 min 08 s 13 | 2e          | Non disputé      | Non disputé      | 4 min 07 s 03 | 3e           | 4 min 06 s 49 | 6e      |
| Anna Olichwierczuk                                                   | 400 m haies          | 57 s 36       | 4e          | Eliminé          | Eliminé          | Eliminé       | Eliminé      | Eliminé       | Eliminé |
| Marzena Pawlak Joanna Nielacna Agniezka Rysiukiewicz Zuzanna Radecka | Relais 4 × 100 m     | 44 s 05       | 3e          | Non disputé      | Non disputé      | 44 s 07       | 7e           | Eliminé       | Eliminé |
| Katarzyna Radtke                                                     | 20 kilomètres marche | Non disputé   | Non disputé | Non disputé      | Non disputé      | Non disputé   | Non disputé  | DNF           | /       |

| Athlète                     | Épreuve           | Qualification | Qualification | Finale      | Finale        |
| Athlète                     | Épreuve           | Performance   | Rang          | Performance | Rang          |
| --------------------------- | ----------------- | ------------- | ------------- | ----------- | ------------- |
| Monika Pyrek                | Saut à la perche  | 4,30 m        | 12e           | 4,40 m      | 7e            |
| Krystyna Danilczyk-Zabawska | Lancer du poids   | 18,93 m       | 4e            | 19,18 m     | 5e            |
| Katarzyna Zakowicz          | Lancer du poids   | 16,95 m       | 18e           | Eliminé     | Eliminé       |
| Kamila Skolimowska          | Lancer du marteau | 66,30 m       | 3e            | 71,16 m     | Médaille d'or |
| Urszula Włodarczyk          | Heptathlon        | Non disputé   | Non disputé   | 6470 pts    | 4e            |

## Aviron

### Hommes
| Athlète(s)                                                             | Compétition                 | Série         | Série | Repêchage     | Repêchage   | Demi-finale   | Demi-finale | Finale                 | Finale        |
| Athlète(s)                                                             | Compétition                 | Temps         | Rang  | Temps         | Rang        | Temps         | Rang        | Temps                  | Rang          |
| ---------------------------------------------------------------------- | --------------------------- | ------------- | ----- | ------------- | ----------- | ------------- | ----------- | ---------------------- | ------------- |
| Adam Korol Marek Kolbowicz                                             | Deux de couple              | 6 min 31 s 91 | 2e    | 6 min 32 s 30 | 1er         | 6 min 31 s 26 | 3e          | Finale A 6 min 32 s 11 | 6e            |
| Karol Lazar Slawomir Kruszkowski Adam Bronikowski Michal Wojciechowski | Quatre de couple            | 5 min 58 s 09 | 3e    | Non disputé   | Non disputé | 6 min 02 s 11 | 6e          | Finale B 5 min 51 s 79 | 2e            |
| Piotr Basta Piotr Bochenek                                             | Deux sans barreur           | 6 min 58 s 47 | 5e    | 6 min 48 s 74 | 2e          | 6 min 43 s 38 | 5e          | Finale B 6 min 39 s 44 | 4e            |
| Pawel Jarosinski Rafal Smolinski Artur Rozalski Arkadiusz Sobkowiak    | Quatre sans barreur         | 6 min 22 s 00 | 4e    | 6 min 15 s 75 | 4e          | Eliminé       | Eliminé     | Eliminé                | Eliminé       |
| Tomasz Kucharski Robert Sycz                                           | Deux de couple poids légers | 6 min 34 s 28 | 1er   | Non disputé   | Non disputé | 6 min 20 s 60 | 1er         | 6 min 21 s 75          | Médaille d'or |

### Femmes
| Athlète(s)                           | Compétition                 | Série         | Série | Repêchage     | Repêchage   | Demi-finale   | Demi-finale | Finale                 | Finale |
| Athlète(s)                           | Compétition                 | Temps         | Rang  | Temps         | Rang        | Temps         | Rang        | Temps                  | Rang   |
| ------------------------------------ | --------------------------- | ------------- | ----- | ------------- | ----------- | ------------- | ----------- | ---------------------- | ------ |
| Agnieszka Tomczak                    | Skiff                       | 7 min 43 s 99 | 2e    | Non disputé   | Non disputé | 7 min 45 s 64 | 4e          | Finale B 7 min 33 s 20 | 2e     |
| Elzbieta Kuncewicz Ilona Mokronowska | Deux de couple poids légers | 7 min 28 s 99 | 4e    | 7 min 20 s 87 | 3e          | 7 min 08 s 73 | 4e          | Finale B 7 min 12 s 76 | 2e     |

## Badminton

### Hommes
| Athlète                        | Compétition   | 1/32 de finale   | 1/16 de finale         | 1/8 de finale               | Quarts de finale | Demi-finales     | Finale           | Finale 3eplace   | Rang    |
| Athlète                        | Compétition   | Adversaire Score | Adversaire Score       | Adversaire Score            | Adversaire Score | Adversaire Score | Adversaire Score | Adversaire Score | Rang    |
| ------------------------------ | ------------- | ---------------- | ---------------------- | --------------------------- | ---------------- | ---------------- | ---------------- | ---------------- | ------- |
| Michał Łogosz Robert Mateusiak | Double hommes | Non disputé      | Victoire Australie 2-1 | Défaite Grande-Bretagne 0-2 | Eliminé          | Eliminé          | Eliminé          | Eliminé          | Eliminé |

### Femmes
| Athlète             | Compétition | 1/32 de finale      | 1/16 de finale   | 1/8 de finale    | Quarts de finale | Demi-finales     | Finale           | Finale 3eplace   | Rang    |
| Athlète             | Compétition | Adversaire Score    | Adversaire Score | Adversaire Score | Adversaire Score | Adversaire Score | Adversaire Score | Adversaire Score | Rang    |
| ------------------- | ----------- | ------------------- | ---------------- | ---------------- | ---------------- | ---------------- | ---------------- | ---------------- | ------- |
| Katarzyna Krasowska | Simple      | Défaite Grether 0-2 | Eliminé          | Eliminé          | Eliminé          | Eliminé          | Eliminé          | Eliminé          | Eliminé |

## Basket-ball

### Femmes
- Margo Dydek
- Joanna Cuprys
- Sylwia Wlazlak
- Elzbieta Trzesniewska
- Dorota Bukowska
- Ilona Madra
- Edyta Koryzna
- Patrycja Czepiec
- Beata Predehl
- Krystyna Szymanska-Lara
- Katarzyna Dydek
- Anna Wielebnowska
- Coach : Tomasz Herkt

| Épreuve     | Phase de groupes                | Phase de groupes     | Phase de groupes            | Phase de groupes    | Phase de groupes         | Quart de Finale         | Demi-finale         | Finale / MB         | Rang    |
| Épreuve     | Adversaire Résultat             | Adversaire Résultat  | Adversaire Résultat         | Adversaire Résultat | Adversaire Résultat      | Adversaire Résultat     | Adversaire Résultat | Adversaire Résultat | Rang    |
| ----------- | ------------------------------- | -------------------- | --------------------------- | ------------------- | ------------------------ | ----------------------- | ------------------- | ------------------- | ------- |
| Basket-ball | Victoire Nouvelle-Zélande 75-52 | Défaite Russie 46-84 | Victoire Corée du Sud 77-62 | Victoire Cuba 72-65 | Défaite États-Unis 57-76 | Défaite Australie 48-76 | Eliminé             | Eliminé             | Eliminé |

## Boxe

### Hommes
| Athlète            | Catégorie          | 16e de finale             | 8e de finale               | Quart de finale      | Demi-finale         | Finale              |
| Athlète            | Catégorie          | Adversaire Résultat       | Adversaire Résultat        | Adversaire Résultat  | Adversaire Résultat | Adversaire Résultat |
| ------------------ | ------------------ | ------------------------- | -------------------------- | -------------------- | ------------------- | ------------------- |
| Andrzej Rzany      | Poids mouches      | Victoire Madagascar 15-13 | Victoire Philippines 18-18 | Défaite Ukraine 2-17 | Eliminé             | Eliminé             |
| Mariusz Cendrowski | Poids welters      | Défaite Corée du Sud 4-14 | Eliminé                    | Eliminé              | Eliminé             | Eliminé             |
| Wojciech Bartnik   | Poids lourds       | Défaite États-Unis 2-11   | Eliminé                    | Eliminé              | Eliminé             | Eliminé             |
| Grzegorz Kielsa    | Poids super-lourds | Défaite Kazakhstan 5-16   | Eliminé                    | Eliminé              | Eliminé             | Eliminé             |

## Canoe-Kayak

### Slalom

#### Hommes
| Athlète                                  | Compétition | Éliminatoires | Éliminatoires | Finale | Finale            |
| Athlète                                  | Compétition | Temps         | Rang          | Temps  | Rang              |
| ---------------------------------------- | ----------- | ------------- | ------------- | ------ | ----------------- |
| Krysztof Bieryt                          | C1          | 265.04        | 3e            | 253.23 | 11e               |
| Andrzej Wójs Slawomir Mordarski          | C2          | 286.96        | 7e            | 255.51 | 6e                |
| Krzysztof Kołomański Michał Staniszewski | C2          | 285.94        | 6e            | 243.81 | Médaille d'argent |

#### Femmes
| Athlète       | Compétition | Éliminatoires | Éliminatoires | Finale  | Finale  |
| Athlète       | Compétition | Temps         | Rang          | Temps   | Rang    |
| ------------- | ----------- | ------------- | ------------- | ------- | ------- |
| Beata Grzesik | K1          | 356.38        | 19e           | Eliminé | Eliminé |

### Course en ligne

#### Hommes
| Athlète                                                               | Compétition | Éliminatoires  | Éliminatoires | Demi-finales   | Demi-finales | Finale A       | Finale A           |
| Athlète                                                               | Compétition | Temps          | Rang          | Temps          | Rang         | Temps          | Rang               |
| --------------------------------------------------------------------- | ----------- | -------------- | ------------- | -------------- | ------------ | -------------- | ------------------ |
| Grzegorz Kotowicz                                                     | K1 500m     | 1 min 40 s 204 | 1er           | 1 min 41 s 198 | 3e           | 2 min 07 s 711 | 9e                 |
| Rafal Glazewski                                                       | K1 1000m    | 3 min 43 s 227 | 6e            | 3 min 46 s 761 | 8e           | Eliminé        | Eliminé            |
| Marek Twardowski Adam Wysocki                                         | K2 500m     | 1 min 32 s 350 | 2e            | 1 min 30 s 026 | 2e           | 1 min 48 s 963 | 5e                 |
| Dariusz Białkowski Grzegorz Kotowicz Adam Seroczyński Marek Witkowski | K4 1000m    | 3 min 00 s 166 | 3e            | Non disputé    | Non disputé  | 2 min 57 s 192 | Médaille de bronze |
| Michal Gajownik                                                       | C1 500m     | 2 min 04 s 704 | 9e            | Eliminé        | Eliminé      | Eliminé        | Eliminé            |
| Daniel Jędraszko                                                      | C1 1000m    | 4 min 25 s 726 | 9e            | Eliminé        | Eliminé      | Eliminé        | Eliminé            |
| Paweł Baraszkiewicz Daniel Jędraszko                                  | C2 500m     | 1 min 41 s 511 | 1er           | Non disputé    | Non disputé  | 1 min 51 s 536 | Médaille d'argent  |
| Paweł Baraszkiewicz Michal Gajownik                                   | C2 1000m    | 3 min 39 s 311 | 3e            | Non disputé    | Non disputé  | 3 min 52 s 229 | 8e                 |

#### Femmes
| Athlète                                                                | Compétition | Éliminatoires  | Éliminatoires | Demi-finales | Demi-finales | Finale A       | Finale A           |
| Athlète                                                                | Compétition | Temps          | Rang          | Temps        | Rang         | Temps          | Rang               |
| ---------------------------------------------------------------------- | ----------- | -------------- | ------------- | ------------ | ------------ | -------------- | ------------------ |
| Elzbieta Urbanczyk                                                     | K1 500m     | 1 min 53 s 202 | 3e            | Non disputé  | Non disputé  | 2 min 18 s 018 | 5e                 |
| Beata Sokołowska-Kulesza Aneta Pastuszka                               | K2 500m     | 1 min 43 s 204 | 2e            | Non disputé  | Non disputé  | 1 min 58 s 784 | Médaille de bronze |
| Aneta Michalak Aneta Pastuszka Joanna Skowron Beata Sokołowska-Kulesza | K4 500m     | 1 min 35 s 887 | 2e            | Non disputé  | Non disputé  | 1 min 37 s 076 | 4e                 |

## Cyclisme

### Route

#### Hommes
| Athlète           | Compétition      | Temps               | Rang |
| ----------------- | ---------------- | ------------------- | ---- |
| Piotr Chmielewski | Course en ligne  | DNF                 | /    |
| Piotr Przydział   | Course en ligne  | 5 h 30 min 46 s     | 57e  |
| Zbigniew Piątek   | Course en ligne  | 5 h 30 min 46 s     | 47e  |
| Zbigniew Zberg    | Course en ligne  | 5 h 30 min 46 s     | 19e  |
| Piotr Wadecki     | Course en ligne  | 5 h 30 min 34 s     | 7e   |
| Piotr Wadecki     | Contre-la-montre | 1 h 02 min 04 s 653 | 31e  |

### Piste

#### Hommes
| Athlète           | Compétition          | Qualification | Seizièmes de finale      | Repêchages               | Huitièmes de finale      | Repêchages               | Quarts de finale         | Match de classement | Demi-finales             | Match pour le bronze     | Match pour le bronze | Finale                   | Finale  |
| Athlète           | Compétition          | Temps Vitesse | Adversaire Temps Vitesse | Adversaire Temps Vitesse | Adversaire Temps Vitesse | Adversaire Temps Vitesse | Adversaire Temps Vitesse | Rang                | Adversaire Temps Vitesse | Adversaire Temps Vitesse | Rang                 | Adversaire Temps Vitesse | Rang    |
| ----------------- | -------------------- | ------------- | ------------------------ | ------------------------ | ------------------------ | ------------------------ | ------------------------ | ------------------- | ------------------------ | ------------------------ | -------------------- | ------------------------ | ------- |
| Bartlomiej Saczuk | Vitesse individuelle | 11 s 106      | Eliminé                  | Eliminé                  | Eliminé                  | Eliminé                  | Eliminé                  | Eliminé             | Eliminé                  | Eliminé                  | Eliminé              | Eliminé                  | Eliminé |

| Athlète          | Compétition                | Temps          | Rang |
| ---------------- | -------------------------- | -------------- | ---- |
| Grzegorz Krejner | Contre-la-montre sur piste | 1 min 04 s 156 | 7e   |

| Athlète          | Compétition | 1er round | Repêchage | Demi-Finales | Finale  |
| Athlète          | Compétition | Rang      | Rang      | Rang         | Rang    |
| ---------------- | ----------- | --------- | --------- | ------------ | ------- |
| Grzegorz Krejner | Keirin      | 6e        | 3e        | Eliminé      | Eliminé |

| Athlète                                           | Compétition         | Qualification        | Qualification | Demi-finale                     | Finale                          | Finale  |
| Athlète                                           | Compétition         | Temps Vitesse (km/h) | Rang          | Adversaire Temps Vitesse (km/h) | Adversaire Temps Vitesse (km/h) | Rang    |
| ------------------------------------------------- | ------------------- | -------------------- | ------------- | ------------------------------- | ------------------------------- | ------- |
| Konrad Czajkowski Grzegorz Krejner Marcin Mientki | Vitesse par équipes | 46 s 186             | 10e           | Eliminé                         | Eliminé                         | Eliminé |

### BMX

#### Hommes
| Athlète        | Compétition   | Temps              | Rang |
| -------------- | ------------- | ------------------ | ---- |
| Marek Galiński | Cross-country | 2 h 17 min 34 s 54 | 21e  |